# La Rage au cœur (film, 1990)
Pour les articles homonymes, voir La Rage au cœur.
Pour plus de détails, voir Fiche technique et Distribution.
La Rage au cœur (titre original : To Sleep with Anger) est un film américain réalisé par Charles Burnett, sorti en 1990.

## Fiche technique
- Titre : To Sleep with Anger
- Réalisation : Charles Burnett
- Scénario : Charles Burnett
- Photographie : Walt Lloyd
- Montage :  Nancy Richardson
- Musique : Stephen James Taylor
- Direction artistique :  Troy Myers
- Décors :  Penny Barrett
- Costumes :  Gaye Shannon-Burnett
- Producteurs : Thomas S. Byrnes, Caldecot Chubb, Darin Scott
- Producteurs associés : Michael Flynn, Linda Koulisis, Ron Stacker
- Producteurs exécutifs : Danny Glover, Edward R. Pressman, Harris Tulchin
- Société de production :  SVS Films
- Sociétés de distribution : The Samuel Goldwyn Company (États-Unis), Films sans Frontières (France), Golem Distribución (Espagne), Metro Pictures (Royaume-Uni)
- Pays de production :  États-Unis
- Format : Couleur — 35 mm — 1,85:1 — Son : Dolby Stereo
- Genre : Film dramatique
- Durée : 102 minutes (1 h 42)
- Dates de sortie : 
  - États-Unis : 22 janvier 1990 (U.S. Film Festival) | 5 octobre 1990 (Festival du film de New York)
  - États-Unis : 12 octobre 1990 (sortie nationale)
  - États-Unis : 1959
  - Israël : juillet 1990 (Festival international du film de Jérusalem)
  - Canada : 11 septembre 1990 (Festival international du film de Toronto)
  - Espagne : 27 septembre 1990 (Festival international du film de Saint-Sébastien)
  - France : 7 novembre 1990
  - Suède : 29 janvier 1991 (Festival international du film de Göteborg)

## Distribution
- Danny Glover : Harry
- Paul Butler : Gideon
- DeVaughn Nixon : Sunny
- Mary Alice : Suzie
- Reina King : Rhonda
- Richard Brooks : Babe Brother
- Sheryl Lee Ralph : Linda
- Carl Lumbly : Junior
- Vonetta McGee : Pat
- Ethel Ayler : Hattie
- Sy Richardson : Slash
- Julius Harris : Herman
- Jimmy Witherspoon : Percy

## Autour du film
- Le tournage à eu lieu de juin 1989 au 31 juillet 1989 à Los Angeles.